# Psoralidin
Psoralidin es un producto natural de compuesto químico que se encuentra en las semillas de Psoralea corylifolia.

## Síntesis química
La producción de Psoralidin comienza con una condensación catalizada con base entre acetato de fenilo y cloruro de acilo. Para formar el anillo de psoralidin, una ciclación intramolecular se produce, rematada por un microondas asistida por reacción de metátesis cruzada.